# لوپوژنگه
لوپوژنگه (به صربی: Lopužnje) یک منطقهٔ مسکونی در صربستان است که در نووی پازار واقع شده‌است.